# Alexandre Krassavine
Alexandre Krassavine (?-?) est un photographe russe.

## Biographie
Alexandre Krassavine, photographe de la Grande Guerre patriotique, a travaillé pour RIA Novosti.

## Galerie

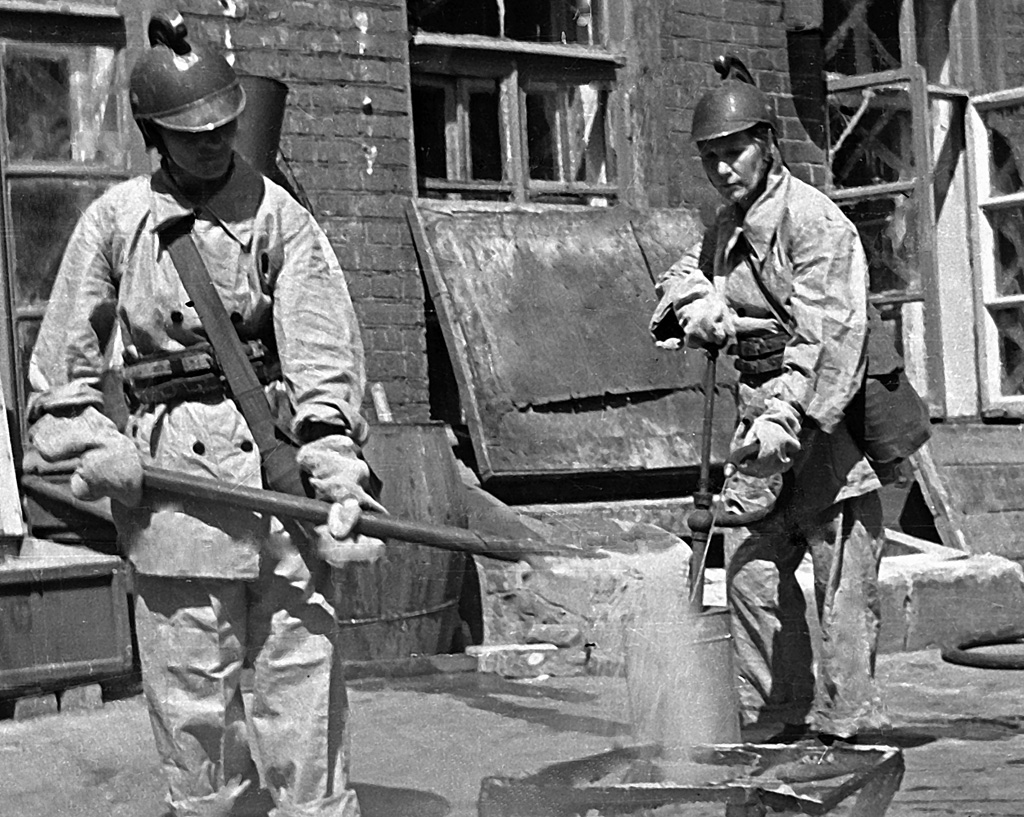
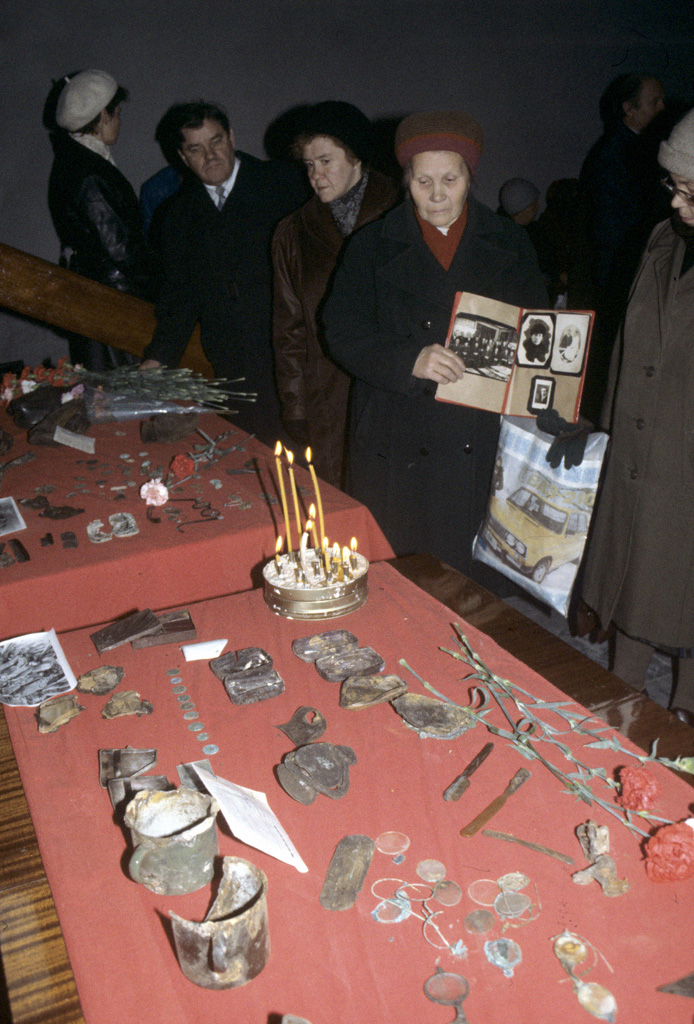
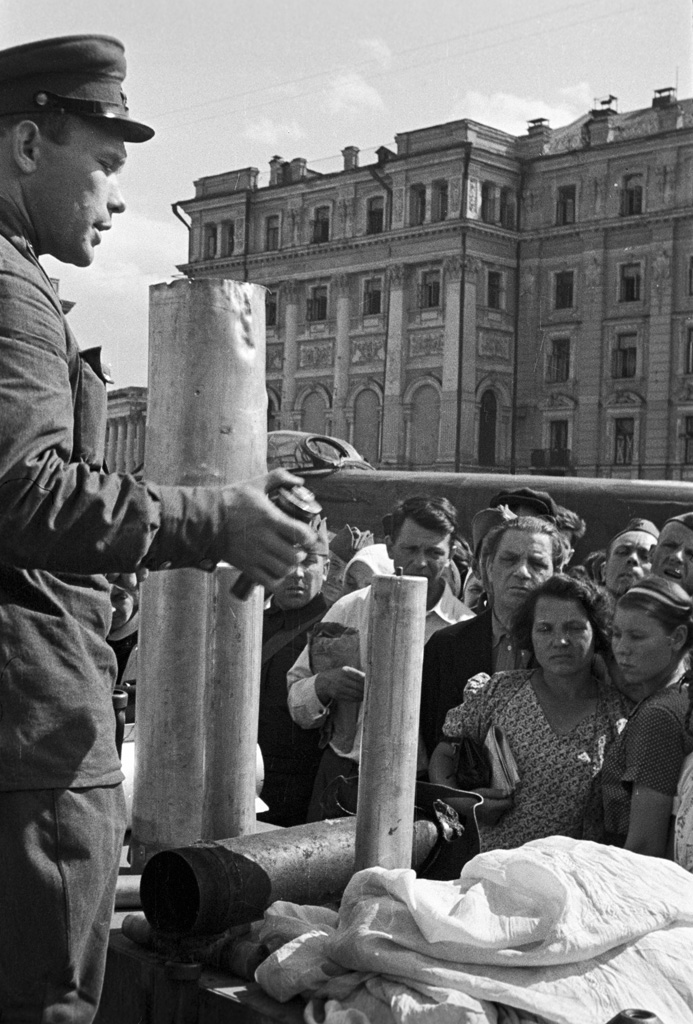